# Moritz Kremslehner
Moritz Kremslehner (* 24. Juni 2005) ist ein österreichischer Kanute. Bei den Europameisterschaften 2024 gewann er die Silbermedaille im Kajak-Teambewerb.

## Leben
Moritz Kremslehner vom UKK Wien (Union Kanu Klub) wurde 2023 bei der Junioren- und U23-EM in Bratislava Europameister im Kajak-Cross.
Bei den Kanuslalom-Europameisterschaften 2024 in Ljubljana holte er gemeinsam mit Mario Leitner und Felix Oschmautz die Silbermedaille im Kajak-Teambewerb.

## Erfolge (Auswahl)
- 2020: 10. Platz Junioren-EM[2]
- 2022: 5. Platz Team Junioren-WM
- 2023: Junioren-Europameister Kayak Cross
- 2023: 5. Platz Junioren-WM Kayak Cross
- 2023: 6. Platz Junioren-EM
- 2023: 4. Platz Team Junioren-EM[2]
- 2024: Kanuslalom-Europameisterschaften 2024 – Silbermedaille im Kajak-Teambewerb[3]